# Pouso Novo

Mapa localizador de la ciudad de Pouso Novo en Rio Grande do Sul

Pouso Novo es un municipio brasileño del estado de Rio Grande do Sul.
Se encuentra ubicado a una latitud de 29º10'15" Sur y una longitud de 52º12'27" Oeste, estando a una altitud de 527 metros sobre el nivel del mar. Su población estimada para el año 2004 era de 2.185 habitantes.
Ocupa una superficie de 107,15 km².
- Datos: Q1758919
- Multimedia: Pouso Novo / Q1758919